# Zumanity

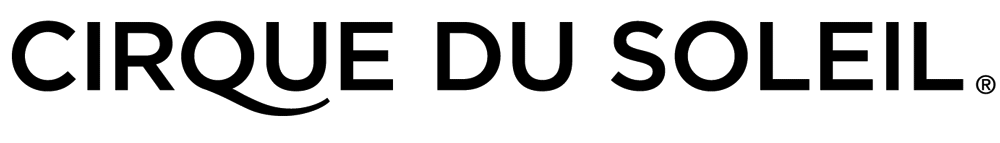
logo Cirque du Soleil

Zumanity est un spectacle résident de style cabaret du Cirque du Soleil présenté au New York-New York Hotel & Casino sur le Strip de Las Vegas. La production a été dévoilée le 20 septembre 2003.
C'est le premier spectacle pour adultes du Cirque du Soleil, présenté comme le côté sensuel du Cirque du Soleil ou un autre côté du Cirque du Soleil[source secondaire souhaitée]. Créé par René Richard Cyr et Dominic Champagne, le spectacle se démarque des autres spectacles du Cirque du Soleil. Destiné à un public adulte, le spectacle est centré sur des chansons, de la danse, et des acrobaties érotiques.
Plus de 7 millions de personnes ont assisté aux 7 700 spectacles joués jusqu'au 14 mars 2020[source secondaire souhaitée]. La fermeture d'abord envisagée comme temporaire, a été officiellement annoncée comme définitive par le Cirque du Soleil, le 16 novembre 2020[source secondaire souhaitée].

## Origine du spectacle
L'inspiration pour ce spectacle est venue de plusieurs sources. Le fondateur du Cirque du Soleil, Guy Laliberté, s'est vu offrir la possibilité de créer deux nouveaux spectacles à Las Vegas. Il a alors décidé de faire quelque chose de complètement nouveau et original plutôt que plusieurs spectacles similaires qui se cannibaliseraient entre eux. De plus, l'Hôtel New York-New York et Casino voulait un divertissement semble plus à la mode. L'hôtel a aimé le concept d'un spectacle pour adultes produit par le Cirque du Soleil.
Laliberté a mentionné que la principale raison à l'origine ce spectacle a été l'envie de créer quelque chose de plus risqué. Il aimait l'idée de créer un spectacle qui explore la sexualité humaine, quelque chose de complètement différent des autres spectacles du Cirque, orientés vers la famille. « Nos spectacles précédents ont tous été familiaux et politiquement corrects, ce qui est bien », dit Laliberté, « mais nous sommes des êtres humains, nous ne pouvons pas le cacher. Nous sommes un groupe de joyeux campeurs. Nous aimons vivre de nouvelles expériences. Zumanity traite de certaines de ces expériences ».
C'est le premier spectacle à introduire la pole dance dans ses numéros[source secondaire souhaitée]. On[Qui ?] retrouvera des numéros de pole dance par la suite dans Scalada Mater Natura, Luzia, Saltimbanco, Corteo et Michael Jackson One.